# Риверина
Риверина (англ. Riverina, МФА: /rɪvəˈriːnə/) — регион на юго-западе штата Новый Южный Уэльс в Австралии. Сочетает в себе множество равнин, рек и жаркий климат.
Риверина граничит со штатом Виктория на юге и с Большим водораздельным хребтом на востоке. В этом районе также находятся водосборные бассейны рек Муррей и Маррамбиджи.

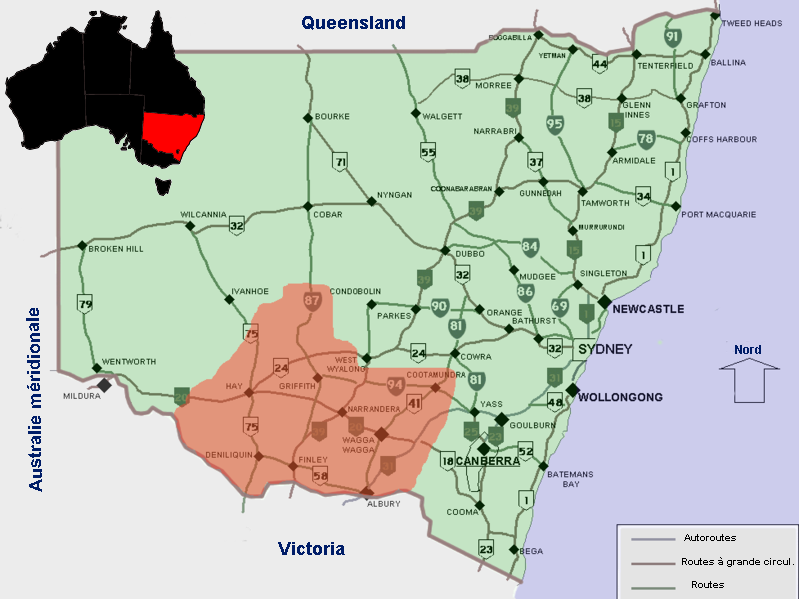
Риверина на карте Австралии

## География
Основные города региона: Уогга-Уогга, Олбери и Гриффит. В них сконструированы кампусы Университета Чарльза Стёрта, который является единственным высшим учебным заведением в регионе.
Точные границы региона не установлены правительством Австралии.
Сельскохозяйственные угодья и пастбища, как правило, находятся к западу от Большого Водораздельного хребта и в бассейне рек Мюррей и Маррамбиджи. Границу на севере образует бассейн реки Локлан, который также называют Центральным Западом. Река Мюррей на юге образует границу между Риверина и штатом Новый Южный Уэльс со штатом Виктория. На западе, в месте слияния рек Мюррей и Маррамбиджи, начинается более сухой регион Дальнего Запада.
Примерно 30 000—15 000 лет назад равнина была аллювиальной землей нескольких рек, берущих начало в Большом Водораздельном хребте. Большая часть площадей образовалась за счет отложений аллювиальных почв. В восточной части местности находятся пологие холмы. К западу рельеф становится более ровным.

## Климат

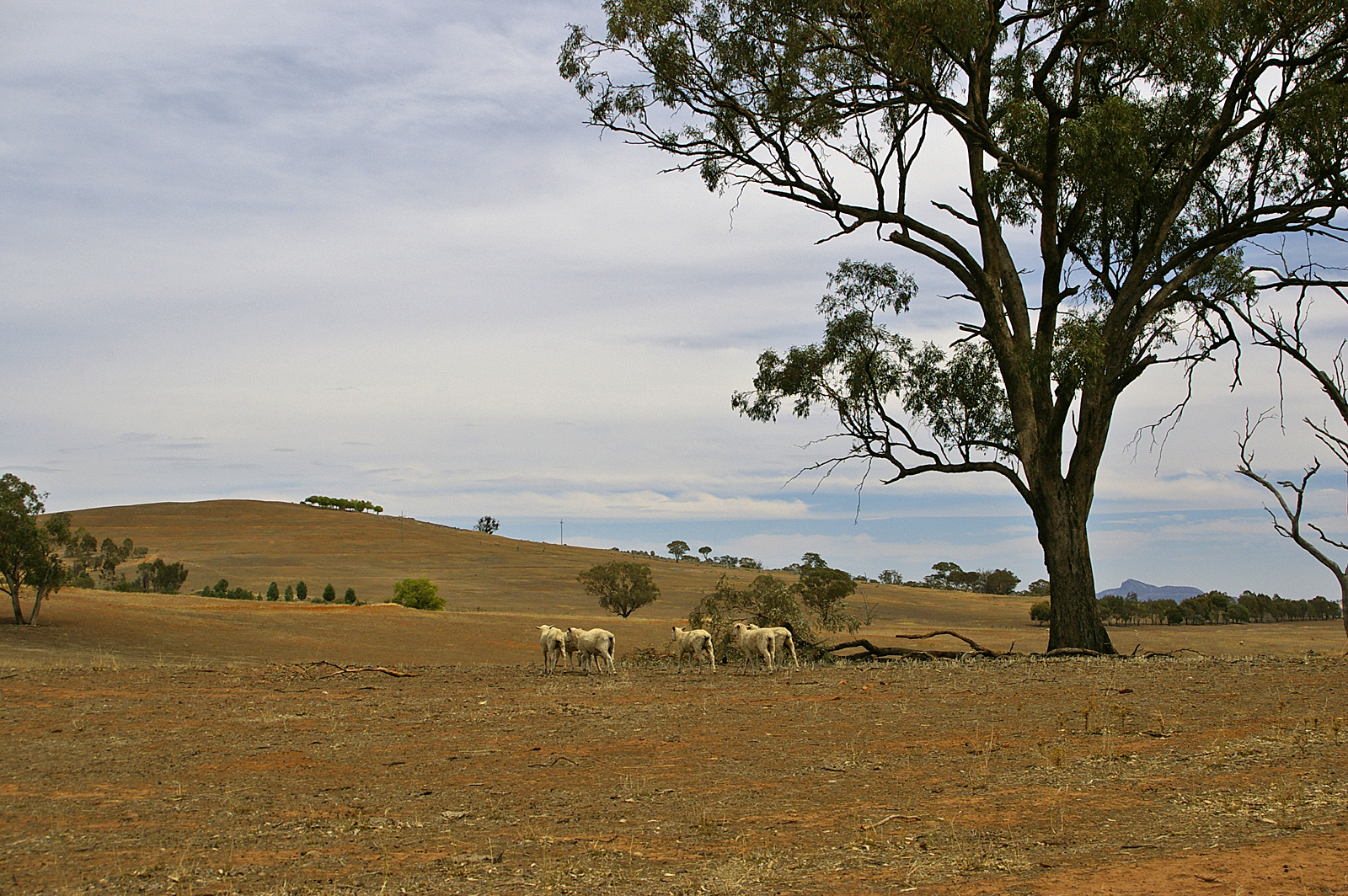
Климат Риверины засушлив.

Бюро метеорологии, метеорологическая организация в Австралии, классифицирует климат Риверины как сухой и теплый с прохладной зимой. В некоторых районах региона летом может быть очень жарко. Зимой ночи часто бывают прохладными. Например, средняя дневная температура в Уогга-Уогга составляет 12,4 °C в июле (южная зима) и 33,2 °C в январе. Среднее количество осадков в регионе составляет от 250 мм до 500 мм. В восточных периферийных районах оно немного выше — до 800 мм. В южной части региона большая часть дождевых осадков выпадает в зимние месяцы, тогда как на севере количество осадков распределяется довольно равномерно в течение года. В 2006 году наименьшее количество осадков с начала наблюдений было зафиксировано в городах Локхарт, Таркутта и Наррандера.

## История до колонизации

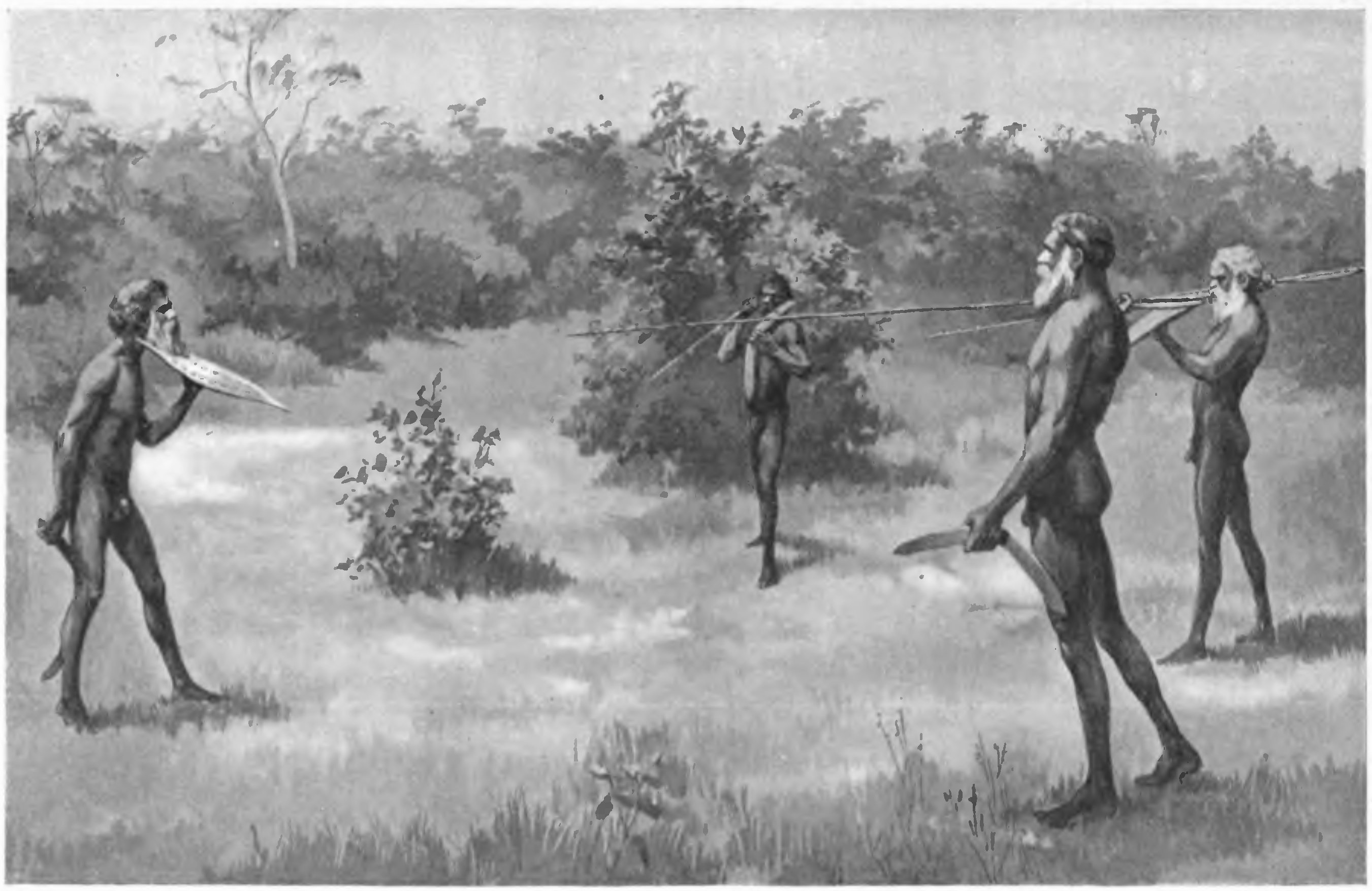
Аборигены юго-восточной Австралии

Несколько племен аборигенов поселились здесь более 40 000 лет назад. Большая часть Риверины — это территория племен вираджури, которые проживали вдоль рек Маррамбиджи и Лахлан. Другие племена расположились вдоль реки Маррамбиджи на западных равнинах, включая Нари-Нари, Муди-Муди, Гуренджи и Йида-Йида. Йорта-йорта населяли север области и к югу от реки Мюррей Элбэри до Финли Другие племена, такие как Бангеранг, Бараба-Бараба, Вамба-Вамба, Вади-Вади или Дади-Дади, существовали вдоль Мюррея. Реки играли ведущую роль в жизни аборигенов. Они служили источником еды, продовольствия, торговым и коммуникационным путем. В частности, едой служила треска Maccullochella peelii, которая широко распространена в бассейне рек Мюррей-Дарлинг, а так же моллюски. По рекам туземцы ходили на простых каноэ.

## История поселенцев

### Капитан и исследователь Чарльз Стёрт

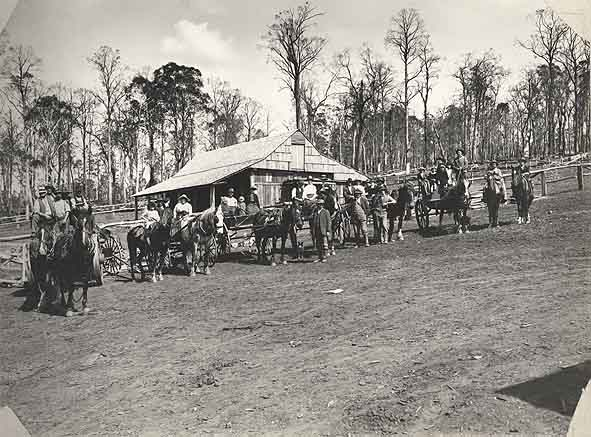
Семьи поселенцев-солдат

Первым европейским исследователем Риверины был Джон Оксли, в 1817 году проследовавший вдоль реки Локлан до того места, где сейчас находится населённый пункт Булигал. Следующим в эту местность отправился британский капитан и исследователь Чарльз Стёрт. В 1828—1831 годы он следовал по течению реки Маррамбиджи до озера Александрина в Южной Австралии. Картограф Томас Ливингстон Митчелл также пересек этот район в 1836 году по пути в Виммеру и туда, где сейчас находится Западный округ.
Вскоре после первоначального урегулирования пастбищное земледелие стало практиковаться вдоль рек Мюррей и Маррамбиджи. В то же время был создан исторический район Маррамбиджи. Город Муламейн на западе был основан в 1830 году и является самым старым городом в Риверине.
Нынешнее название региона впервые появилось в местной газете «Albury Border Post» 24 января 1857 года. Текст под заголовком «Речная колония» относится не к территории Австралии, а к краткосрочной независимости аргентинских провинций Энтре-Риос и Корриентес, который находится между двумя реками Рио Парана и Рио Уругвай. Текст был переведен с испанского пресвитерианским пастором и политиком Джоном Данмором Лангом, который выступал за независимость Австралии. Из-за расположения региона название «Риверина» использовалось всё чаще и наконец стало официальным названием региона.
Между новыми поселенцами и коренными жителями Риверины часто возникали конфликты. В районе Наррандеры, например, произошла битва между поселенцами и местным племенем Наррунгдерра. Утверждается, что только один человек выжил в этой битве, которая называется «Остров резни».
Животноводство стало основной отраслью экономики в 1840-х годах. Прежде всего, доминирующее положение было отведено овцеводству для производства мяса и шерсти. Во время золотой лихорадки в Виктории много мяса овец и крупного рогатого скота из Риверины поставлялось на стол старателям.
В 1860-х и 1870-х годах немецкие поселенцы отправились вверх по течению реки Северная Пара, которая образует долину Баросса, и поселились к востоку от Риверины. Они были сторонниками евангелическо-лютеранской церкви и предпочитали создавать свои поселения. В 1869 году 56 немецких фермеров основали город Уолла-Уолла после шестинедельного путешествия длиной более 950 км в крытых фургонах.

### Расширение дорог
С середины XIX века баржи использовались для перевозки грузов по рекам Мюррей и Маррамбиджи. Они связывали сельские районы с внутренними портами в Маннуме и Гулва на юго-западе. Ещё в 1864 году от Эчуки до Мельбурна проходила железнодорожная ветка. Внутреннее судоходство достигло своего пика за двадцать лет (1870—1890). После этого данная цифра неуклонно снижалась за счет расширения железной дороги.
В 1876 году другая железная дорога с широкой колеёй из Мельбурн в Диниликуин и в западном направлении на Муламейн и Бальранальд. Линия Муламейн-Бальранальд была закрыта в 1880-х годах из-за серьёзного ущерба, нанесенного наводнением. Линия между Олбери и Мельбурном была восстановлена в 1883 году. В 1928 году была завершена последняя железнодорожная ветка в районе Риверина. Она связала Керанг и Муррабит со Стоуни Кроссинг.

### Расширение орошаемого земледелия

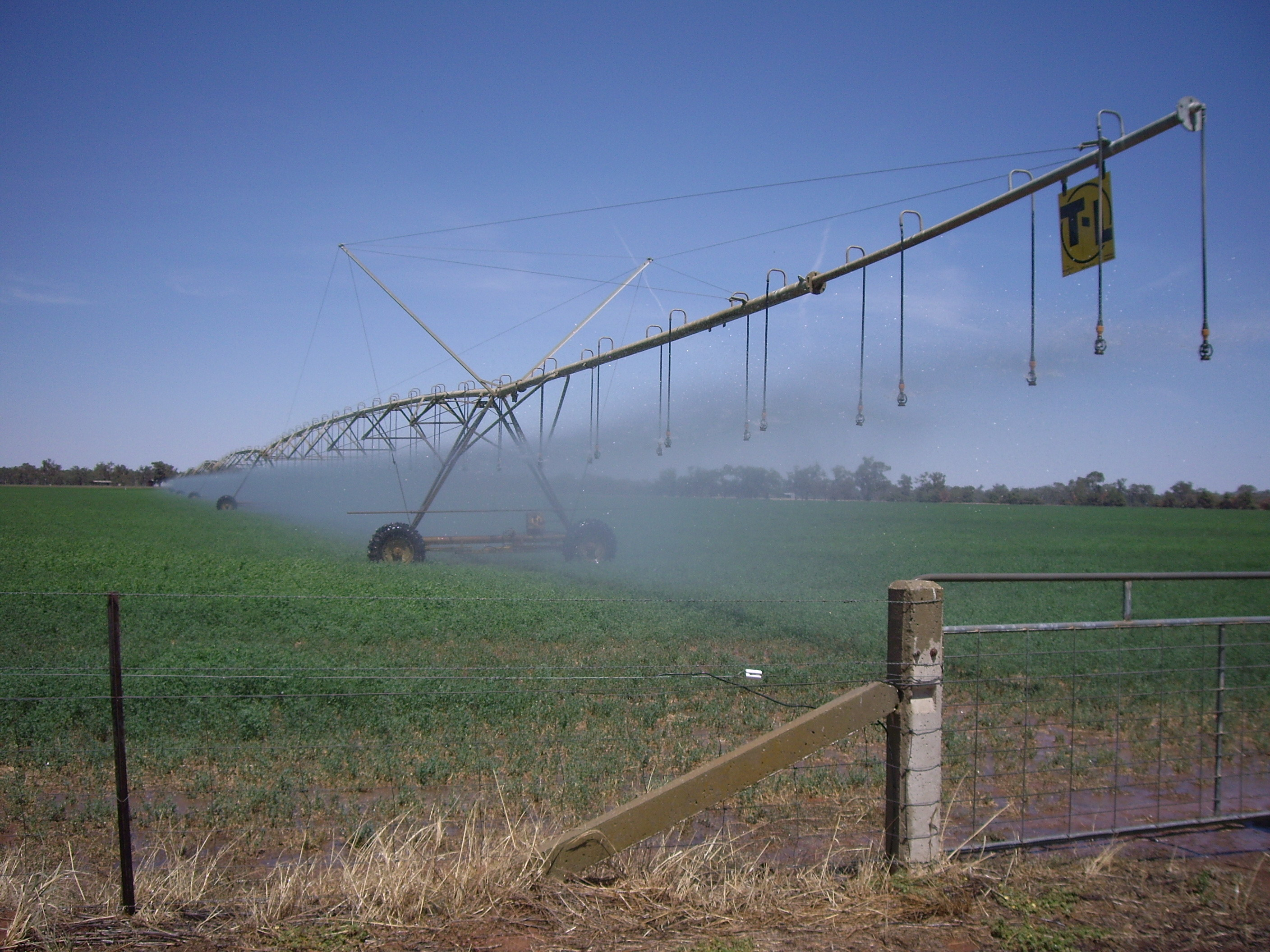
Орошаемое земледелие

Крупномасштабное орошение земель началось в 1912 году, когда была создана ирригационная зона Маррамбиджи (MIA), которая до сих пор является очень важным районом земледелия. Воду отводили из реки Маррамбиджи возле Наррандеры. 26 плотин на реке Муррей позволили в 1915 году обеспечить постоянное судоходство в Эчуку. Поскольку судоходство стало менее важным, системы шлюзов позже стали использоваться для орошения. Со временем в Риверине появлялось все больше и больше крупных поселений, которые необходимо было снабжать водой, поэтому в XX веке были построены три плотины: плотина Хьюм (1931 г.), плотина Бурринджук (1928 г.) и плотина Блоуриндж. (1968; Система Снежных гор).
В дополнение к ирригационной зоне Маррамбиджи были разработаны другие районы, которые питаются водой из реки Мюррей. В 1968 году была создана ирригационная зона Колимбалли (Coleambally) — это было последнее финансирование государством орошения территории в Риверине.

## Сельское хозяйство
Высокое плодородие почвы и относительно большое количество воды в реках сделали Риверину одним из самых важных сельскохозяйственных регионов Австралии. Рис, пшеница, кукуруза, рапс, а также цитрусовые и виноград выращиваются на орошаемой площади 182 000 га. Крупный рогатый скот и овцы содержатся в более засушливых местах.

### Разведение овец
Большая часть засушливых районов Риверины состоит из крупных овцеводческих хозяйств. Породы мериносов в основном используются для производства шерсти. В XIX веке братья Пеппин вывели недалеко от Ванганеллы новую породу под названием Пеппин Меринос. Сегодня это самая распространенная порода в регионе Риверина.

### Выращивание риса
Нигде в Австралии не выращивают столько риса, как в Риверине. В дополнение к Меррамбиджи площади орошения есть также вокруг деревень Финли, Колимбалли и Дениликуин. Коммерческое выращивание риса началось в 1924 году недалеко от Литона и Янко. Во время Второй мировой войны фермеры Вакула тоже стали выращивать рис. Денимейн, Коламбалли, Финли и ирригационная зона Денибута подключились в 1950—1960-х годах. В последние годы новые рисоводства области появились в районе городов Хей, Карратхолл и Хиллстон.
Сегодня Австралия производит более миллиона тонн риса ежегодно и экспортирует его в 70 стран. Доход от экспорта составил 500 миллионов австралийских долларов. Рис выращивают в 63 местах в Риверине и на севере Виктории. Крупнейшая в стране компания по торговле рисом — «Ricegrowers Limited» со штаб-квартирой в Литоне.

### Выращивание винограда

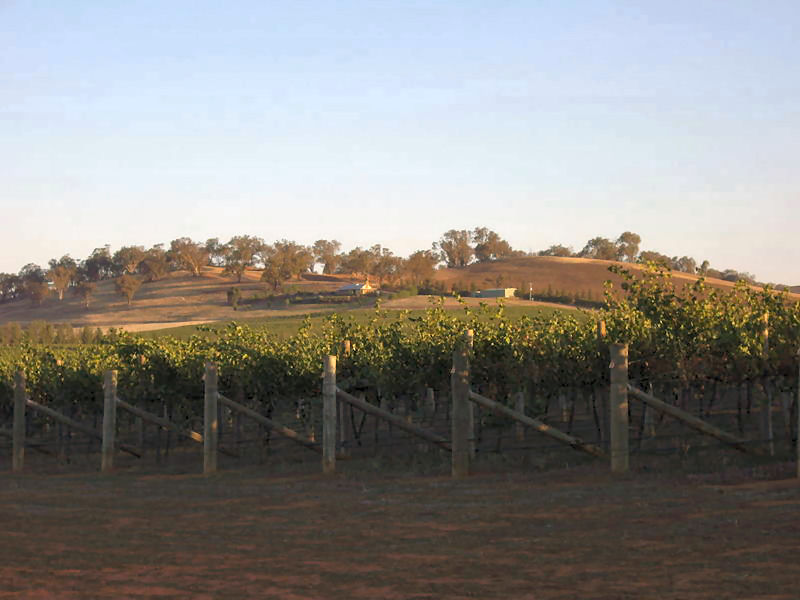
Виноградники Риверины

Риверина — один из самых процветающих винодельческих регионов Австралии после долины Баросса в Южной Австралии. В регионе выращивают около 55 % всего винограда Нового Южного Уэльса и 15 % винограда Австралии. Более половины производимого вина идет на экспорт. Например, выращивают благородный Семильон, из которого делают десертное вино, подобное Сотерну.
Первые виноградные лозы были посажены весной 1913 года в Хэнвуде Джоном Джеймсом МакВильямом и его старшим сыном Джеком, у которых уже была винодельня в Джун. Буквально за несколько месяцев были построены оросительные каналы. Первый виноград собрали в 1916 году и отправили в Джун для обработки.

## Флора и фауна

### Экорегион Риверина

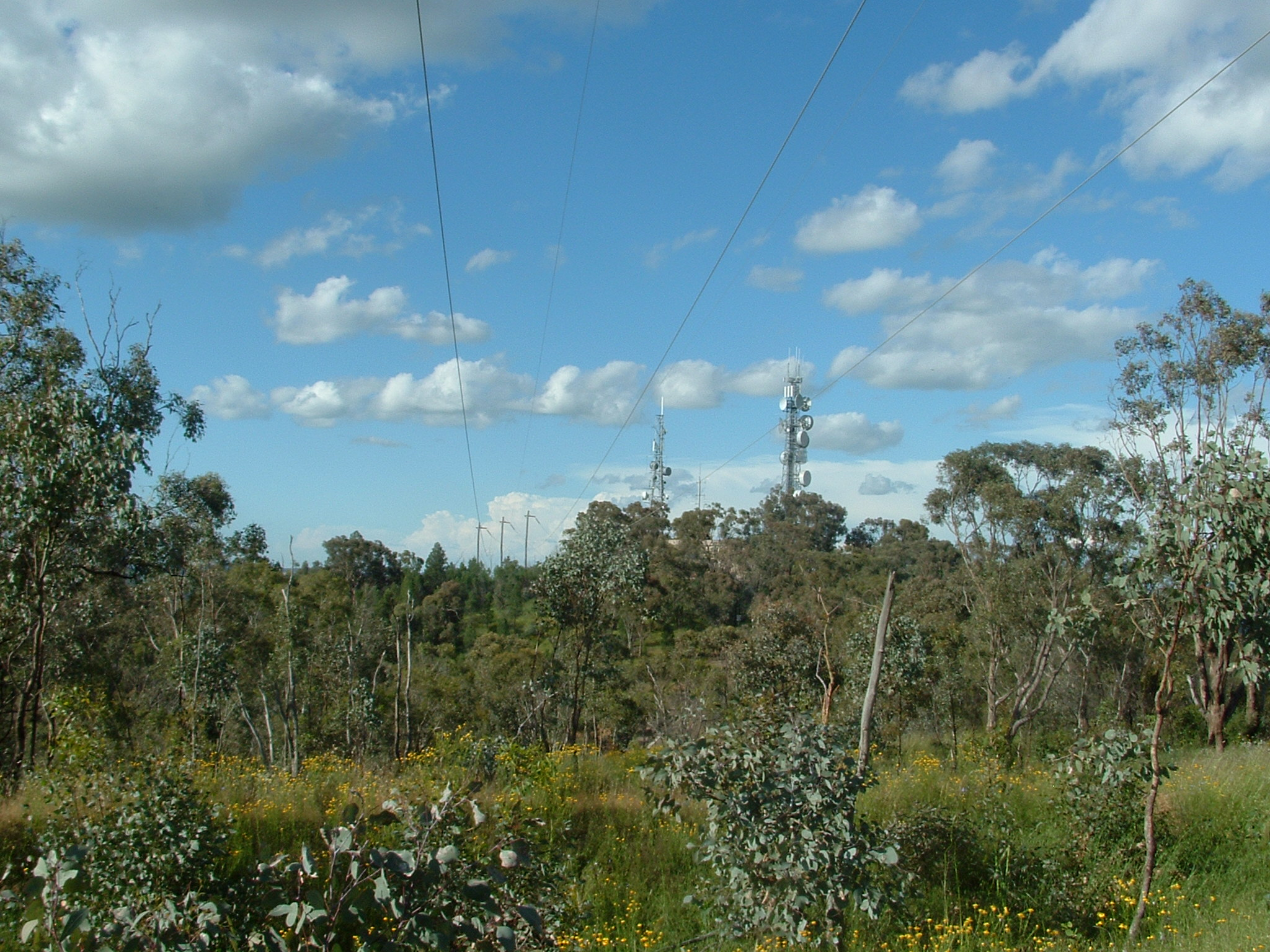
Заповедник Уилланс Хилл

Австралийское экологическое агентство «New South Wales Parks and Wildlife Service» делит штат Новый Южный Уэльс на 17 экорегионов. Экорегион Риверина простирается от города Айвенго в Новом Южном Уэльсе на юг до Бендиго и от Наррандеры на востоке до Балранальда на западе. Таким образом, в регион входят значительная часть реки Риверина, а также районы на севере Виктории. На Новый Южный Уэльс приходится 74,03 % экорегиона, а остальная часть — в Виктории.
В долинах рек этого экорегиона растет несколько видов эвкалипта, таких как красный эвкалипт (Eucalyptus camaldulensis) и акация (Acacia stenophylla). На возвышенностях растут эвкалиптовые леса вида «Eucalyptus largiflorens». Есть также солончаки и олеарии (кустарники маргаритки). В районах, которые редко затопляются, виды эвкалипта «Eucalyptus melliodora» и «Eucalyptus microcarpa» растут вместе с декоративными кипарисами (Callitris columellaris). В засушливых районах Риверины есть выносливые растения, такие как «Maireana sedifolia» и «Danthonia decumbens».
К значительным млекопитающим, являющимся эндемичными для лесов в этом биорегионе, относятся различные виды планеров, такие как сахарные планеры (Petaurus breviceps), крылатые планеры (Acrobates pygmaeus) и планеры-белки (Petaurus norfolcensis), а также коалы (Phascolarctos cinereus). Конкуренция со стороны интродуцированных видов, расчистка и улучшение пастбищ привели к снижению разнообразия местной флоры и фауны в этом районе.